# Escuela de Suboficiales Sargento Cabral
La Escuela de Suboficiales «Sargento Cabral» (ESSC) es un instituto militar del Ejército Argentino unificado en el año 2002 con la Escuela de Suboficiales "General Lemos" (ESGL) formando la Escuela de Suboficiales del Ejército "Sargento Cabral" (ESESC), un instituto para todos los suboficiales de la fuerza.
La "vieja" ESSC llevaba a cabo la formación de suboficiales de las armas de infantería, caballería, artillería, ingenieros y comunicaciones.

## Historia
El 26 de marzo de 1881, el Estado Mayor General del Ejército creó la Escuela de Cabos y Sargentos de Artillería. En 1897, este centro se reorganizó como «Escuela Normal de Clases del Ejército», denominación que mantuvo hasta 1916 cuando se reorganizó como «Escuela de Suboficiales». Finalmente, en 1933, adoptó el nombre de «Escuela de Suboficiales “Sargento Cabral”».
Durante sus primeros años, la escuela funcionó agregada en distintas unidades. En 1908, encontró su asiento definitivo en un cuartel de Campo de Mayo.
En 1970 una fracción de Fuerzas Armadas Peronistas (FAP) asaltó la puerta de entrada de la ESSC en Campo de Mayo y se hizo con armamento (fusiles FAL 7,62 mm).
El 12 de agosto de 1975, el director de la ESSC, coronel Juan Bautista Sasiaiñ, puso en marcha el Operativo Oración. Un fragmento del texto de la orden impartida decía que su función era: «apoyo logístico espiritual a nuestros camaradas, cuadros y soldados del Operativo Independencia en Tucumán».
El 21 de mayo de 1976, el Comando General del Ejército creó la Zona de Defensa 4 a cargo del Comando de Institutos Militares. La Escuela Sargento Cabral asumió la conducción del Área 460, con jurisdicción en el partido del Pilar.

## Malvinas
En el Conflicto del Atlántico Sur el instituto, dirigido por el teniente coronel Enrique Braulio Olea, intensificó sus actividades de instrucción. Fue dado por finalizado el curso de los aspirantes de último año, aspirantes que fueron enviados a unidades movilizadas como cabos "en comisión". Tras la finalización de las hostilidades, el 7 de junio de 1982 fue montado en instalaciones de la Escuela el centro de recepción de prisioneros de guerra.

## Fusión con la ESGL
Por resolución del Ministerio de Defensa del 20 de diciembre de 2002, se fusionaron las Escuelas de Suboficiales «General Lemos» y «Sargento Cabral» en la nueva Escuela de Suboficiales del Ejército «Sargento Cabral».